# 足立英
足立 英（あだち すぐる、1994年4月13日 - ）は、日本の俳優。愛知県出身。SEIZAN所属。

## 略歴
2017年、劇団チョコレートケーキ 第28回公演「60’sエレジー」で舞台初出演し、俳優デビュー。
2020年5月31日・6月7日、大河ドラマ『麒麟がくる』第20回・第21回に出演し、NHK大河ドラマ初出演。
2021年1月3日・4日、フジテレビ系新春ドラマスペシャル『教場II』で民放ドラマ初出演。同年3月12日、映画『ブレイブ -群青戦記-』で映画初出演。同年3月20日、短編映画『クランクイン塩原ン』で映画初主演。
2022年、後期連続テレビ小説『舞いあがれ!』でNHK朝ドラ初出演。
2023年3月25日・27日、8夜連続でCBCテレビにて放送されたオムニバムドラマ『マクラコトバ』でテレビドラマ初主演
2024年、4月期フジテレビ系金9ドラマ『イップス』で民放連続ドラマに初めてレギュラー出演。

## 出演
※主演作品の役名は太字表記

### テレビドラマ
- 大河ドラマ 麒麟がくる 第20回・第21回（2020年5月31日・6月7日、NHK） - 織田信長の近習 役
- 天使にリクエストを〜人生最後の願い〜 第2話（2020年9月26日、NHK） - 稲田貴男 役
- 教場II（2021年1月3日・4日、フジテレビ） - 川添和巳 役
- 華麗なる一族 第9話（2021年6月20日、WOWOW） - 鈴木 役
- シェフは名探偵 第7話（2021年7月19日、テレビ東京） - 粟島 役
- 白い濁流（2021年8月22日 - 10月10日、NHK BSプレミアム） - 藤田琢己 役
- スナック キズツキ 第12話（2021年12月25日、テレビ東京） - 不動産屋 役
- 連続テレビ小説 舞いあがれ! 第16回 - 第126回（2022年10月24日 - 2023年3月31日、NHK） - 鶴田葵 役[4][7][8][9]
- マクラコトバ 第6話・第8話（2023年3月25日・27日、CBCテレビ） - 西川将弘 役[5][10]
- グランマの憂鬱 第6話（2023年5月13日、東海テレビ・フジテレビ） - 正史 役
- 大奥 Season2「幕末編」第19回（2023年11月28日、NHK）
- ブラックガールズトーク 第5話（2024年3月4日、テレビ東京） - 久保田航基 役
- イップス（2024年4月12日 - 6月21日、フジテレビ） - 水田勇人 役[6]

### ウェブドラマ
- すべて忘れてしまうから 第8話・第10話（2022年11月2日・16日、Disney+） - TikToker 役
- 今際の国のアリス（シーズン2） 第1話（2022年12月22日、Netflix） - トモヤ 役
- 阿修羅のごとく 第4話（2025年1月9日、Netflix）

### 映画
- ブレイブ -群青戦記-（2021年、東宝） - 藤岡由起夫 役[2]
- クランクイン塩原ン（2021年） - 君島映太 役[3]
- 彼女たちの話（2022年） - 侑介 役
- あいたくて あいたくて あいたくて（2022年） - 川崎一郎 役
- もしも徳川家康が総理大臣になったら（2024年） - 吉田拓也 役[11]
- 悪い夏 （2025年） - 従業員 役

### 舞台
- 劇団チョコレートケーキ
  - 「60’sエレジー」（2017年、作：古川健・演出：日澤雄介） - 飯田修三 役
  - 「遺産」（2018年、作：古川健・演出：日澤雄介） - 川口昭 役
  - 「あの記憶の記録」（2019年、作：古川健・演出：日澤雄介） - ヤコブ 役
  - 「ブラウン管より愛をこめて-宇宙人と異邦人-」（2023年、作：古川健・演出：日澤雄介） - 下野啓介 役
- ナイゲン(2017年版) （2017年、作：冨坂友・演出：池田智哉） - おばか屋敷 役
- ぬいぐるみハンター「愛はタンパク質で育ってる」（2017年、作・演出：池亀三太）
- BuzzFestTheater「昏闇の色」（2018年、作・演出：コウカズヤ） - 濱本晋平 役
- 西瓜糖「レバア」（2018年、作：秋之桜子・演出：寺十吾） - ぼっちゃん 役
- 劇団水中ランナー「追想と積木」（2018年、作・演出：堀之内良太） - 隆太 役
- Ammo「カーテンを閉じたまま」（2019年、作・演出：南慎介） - トゥチ・ユオン 役
- トムプロジェクト「黄色い叫び」（2019年作・演出：中津留章仁） - 山根 役
- PARCO「転校生」（2019年、作：平田オリザ ・演出：本広克行） - 上田淳二 役
- 二兎社「口ごもる人たち」（2022年、作・演出：永井愛）

### ラジオドラマ
- FMシアター （NHK-FM）
  - 母ちゃんと王様（2018年6月9日） - 光男 役[12]
  - 靴を履いたら（2025年9月20日） - 翼 役[13]

### CM
- クロレッツ 「ジューシーポップ登場」篇・「フルーツフルタブ登場」篇（2019年）

### ミュージックビデオ
- the shes gone「シーズンワン」（2019年）[動画 1]

### 動画
1. ↑   the shes gone「シーズンワン」Music Video, (2019-10-09) 2022年11月28日閲覧。